# Oración impersonal en español
En la sintaxis del idioma español, se entiende por oración impersonal (o cláusula impersonal) aquella que no tiene ni puede tener sujeto sintáctico recuperable, esto es:
1. Ningún elemento de los que están presentes, explícitos, en la oración puede ser sujeto;
2. No se le puede suponer tampoco un sujeto implícito ("omitido, elíptico, elidido, tácito").

Por ejemplo: en la oración “en esta casa se come mal”, (1º) de entrada, ni el sintagma preposicional en esta casa, ni el adverbio mal, ni la palabra se pueden ser sujetos de la misma; (2º) no obstante, podría ocurrir que tuviese un sujeto implícito; pero, si se le añade, se puede ver que tampoco lo acepta: *“en esta casa él / ella se come mal”. En conclusión, se puede decir que es una oración impersonal.
La impersonalidad sintáctica debe distinguirse de la “impersonalidad semántica”; en una oración como “pronto se conocerán las noticias” es fácil observar la presencia de un sujeto gramatical o sintáctico, esto es, un sintagma o palabra que concuerda en número con el verbo: si el verbo fuese “se conocerá”, el sujeto tendría que ser “la noticia”. En este sentido, se trata de una oración no-impersonal. Sin embargo, desde el punto de vista semántico, se trata de una oración impersonal por cuanto no contiene ningún sujeto en el sentido de ‘agente de la acción’, esto es, no se señala ‘quién / quiénes’ conocerán esas noticias.

## Tipos de oraciones impersonales
- Las formadas con verbos meteorológicos y de fenómenos naturales: llover, tronar, relampaguear, escampar, granizar, nevar, atardecer, anochecer, amanecer... Obviamente, los usos metafóricos de estos verbos anulan la impersonalidad: “Le llovieron un montón de críticas” (donde el sujeto sería un montón de críticas). "Amanecimos en Algeciras"
- Las formadas con el verbo haber en cualquiera de las formas de su conjugación: había muchas personas en el estadio; hay niños en la carretera.
- Las formadas con el verbo hacer y una referencia de tipo climatológica o temporal: hace frío; hace veinte años que no te veo; hizo mucho viento.
- Oraciones del tipo de basta con eso, sobra con diez euros.
- Las formadas con el verbo ser con un valor temporal: Es tarde, era de día, era muy de mañana.
- Oraciones con infinitivo con sujeto tácito no referencial, aunque este tipo de oraciones cabe denominarlas como "no personales" en vez de "impersonales"
- Oraciones con verbo en tercera persona de plural y segunda persona de singular con lectura genérica o cuyo sujeto es indeterminado, no interesa  o se oculta: "Llaman a la puerta". "Me han dado esto en la calle"
- Oraciones copulativas descriptivas o indeterminativas del tipo de es de día; parece que llueve; está nublado...

### Conse
En las oraciones impersonales formadas con se (que, en este caso, se interpreta como un morfema o marca verbal que indica ‘impersonalidad’ y, por lo tanto, no desempeña ninguna función sintáctica), el verbo se sitúa en tercera persona y se refiere a un participante con rasgos ‘humano’ e ‘indefinido’, aunque no necesariamente tenga el valor de ‘agente’: se vive bien en Montevideo;  se es viejo cuando la mente es vieja, aquí se trabaja mal; se tratará de política en la próxima reunión; aquí se cena siempre a las ocho. 
Desde el punto de vista sintáctico, el se es una forma que ocupa el lugar del participante humano que, en caso de aparecer, se comportaría como sujeto; por tanto, la forma se suplanta al sujeto, inhibe, impide su aparición; es decir, resulta un marcador o índice de impersonalidad sintáctica.
Las impersonales con se suelen poseer un valor referencial equivalente al de ‘cualquiera menos yo’, es decir, exclusivo, ya que su empleo prototípico se halla en enunciados genéricos. 
Sin embargo, en algunos contextos es posible que la forma se englobe al emisor; esta opción se ve favorecida por la asociación referencial con otros mecanismos de impersonalidad que faciliten el valor inclusivo y, también, por la aparición de un predicativo en la construcción.
Los verbos copulativos pueden también formar oraciones impersonales con se. Son aquellas en las que se predican propiedades de un argumento humano inespecífico, presentadas como circunstancias posibles o eventualidades que condicionan la interpretación del estado de cosas como genérico: no se puede ser tan bueno.
Aunque es infrecuente, el se impersonal también puede aparecer en oraciones con verbos en voz pasiva: cuando se es ofendido impunemente, se vive con rencor.